# Championnat d'Europe féminin de volley-ball des petits États 2002
Navigation
Malte 2000 Liechtenstein 2004
Le 2e championnat d'Europe de volley-ball féminin des petits états a eu lieu du 22 mai au 26 mai 2002 à Luxembourg (Luxembourg).

## Équipes présentes
| - Saint-Marin - Islande - Luxembourg | - Liechtenstein - Malte - Chypre |

## Résultats
| # | Équipe        | Pts | J | G | P | Sp | Sc | Ratio | Pp  | Pc  | Ratio |
| - | ------------- | --- | - | - | - | -- | -- | ----- | --- | --- | ----- |
| 1 | Saint-Marin   | 9   | 5 | 4 | 1 | 12 | 5  | 2.4   | 399 | 377 | 1.058 |
| 2 | Chypre        | 9   | 5 | 4 | 1 | 13 | 6  | 2.167 | 456 | 359 | 1.27  |
| 3 | Luxembourg    | 7   | 5 | 2 | 3 | 9  | 10 | 0.9   | 417 | 422 | 0.988 |
| 4 | Islande       | 7   | 5 | 2 | 3 | 8  | 10 | 0.8   | 398 | 389 | 1.023 |
| 5 | Liechtenstein | 7   | 5 | 2 | 3 | 8  | 10 | 0.8   | 385 | 416 | 0.925 |
| 6 | Malte         | 6   | 5 | 1 | 4 | 5  | 14 | 0.357 | 354 | 446 | 0.794 |

## Classement final
| Place              | Équipe        |
| ------------------ | ------------- |
| Médaille d'or      | Saint-Marin   |
| Médaille d'argent  | Chypre        |
| Médaille de bronze | Luxembourg    |
| 4                  | Islande       |
| 5                  | Liechtenstein |
| 6                  | Malte         |